# غلظت بیشینه
غلظت بیشینه یا Cmax بیشینهٔ غلظتی است که یک مخدر یا دارو می‌تواند در سرم خون در بخش مشخصی از بدن بدست بیاورد. عوارض ناخواسته دارویی معمولاً در هنگامی که غلظت دارو به حد بیشینه در سرم خون می‌رسد، ایجاد می‌شوند.